# Dodge 600
De Dodge 600 was in de jaren 1980 een automodel van het Amerikaanse merk Dodge. De 600 volgde in 1983 de Dodge 400 sedan op en vanaf 1984 werden ook de cabrio- en coupévarianten van die 400 verkocht als Dodge 600, hoewel ze op een ander platform stonden dan de sedan. In 1987 werden de coupé en de cabriolet uit de catalogus gehaald, in 1988 gevolgd door de sedan. De opvolgers waren de Dynasty (1988) en de Spirit (1989).

## Geschiedenis

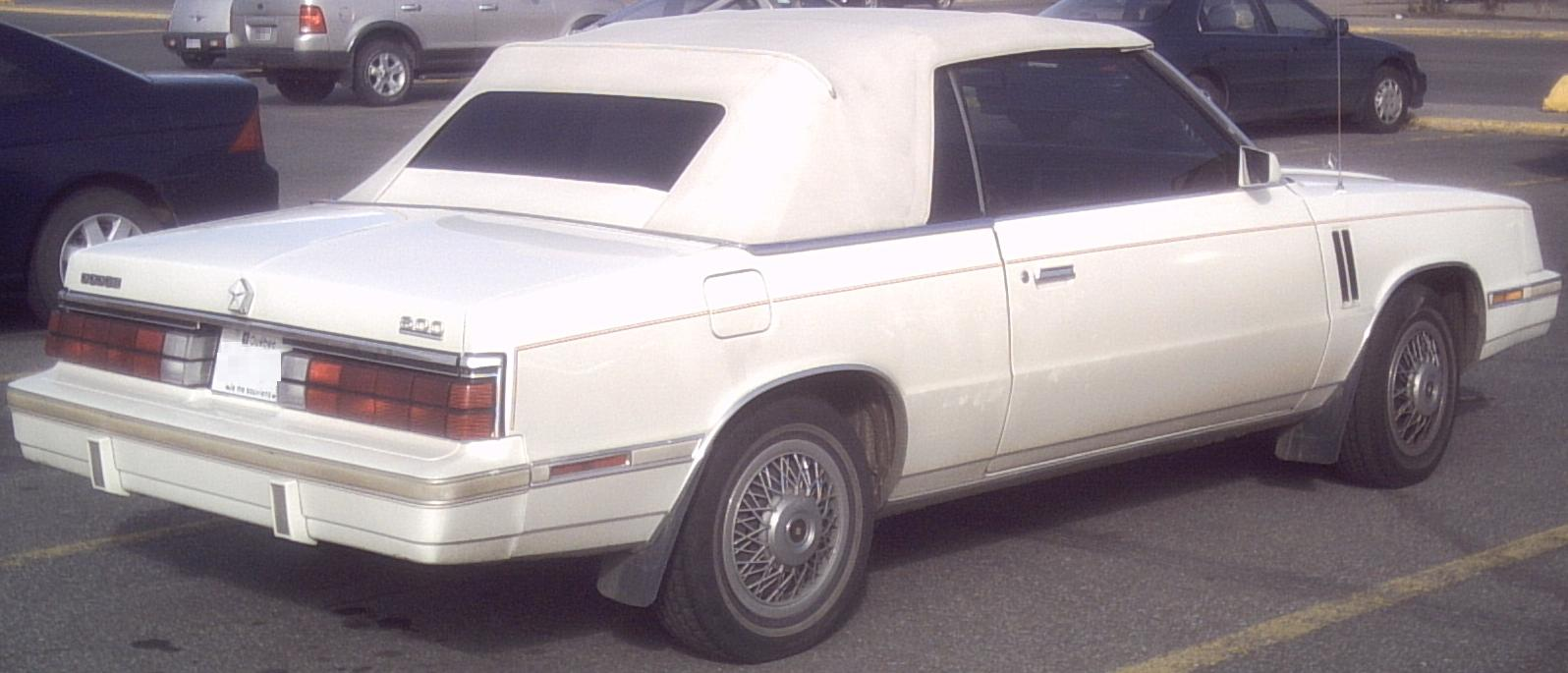
600 Cabriolet (RA).

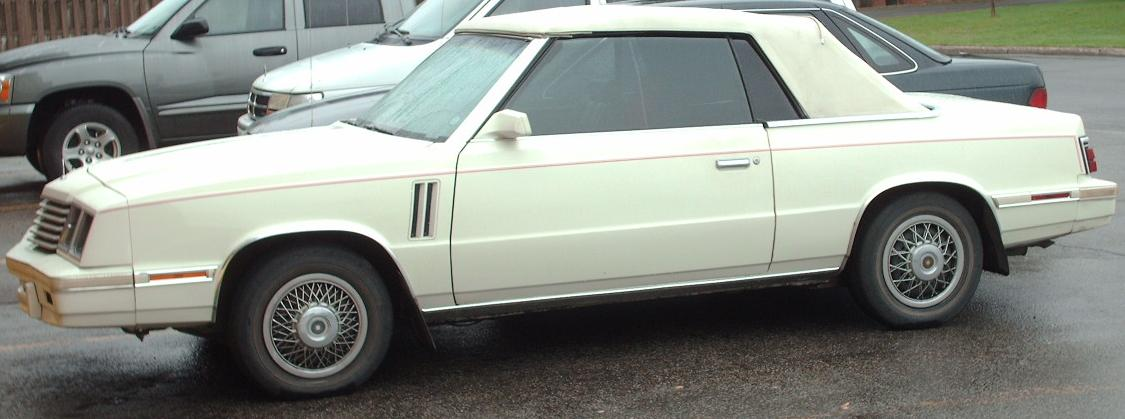
600 Cabriolet (LV).

De Dodge 600 was bedoeld als antwoord op de uit Europa geïmporteerde sedans uit die tijd. De naam en de stijl van de achterzijde moesten doen denken aan de modellen van Mercedes-Benz. Toch had de 600 meer weg van de lokale concurrentie van onder meer de Chevrolet Celebrity, de Ford Fairmont en de Pontiac 6000. De Dodge 600 was naast het basismodel ook te verkrijgen in ES-variant, waarbij "ES" stond voor Euro/Sedan. In het vooronder de twee vier-in-lijnmotoren van de Dodge 400: de 2,2 liter van Chrysler en de 2,6 liter van Mitsubishi.
In het tweede verkoopsjaar van de Dodge 600 werd de verkoop bijna verdubbeld. Dat was vooral te danken aan de coupé en de cabriolet die dat jaar gelanceerd werden en overigens op het K-platform van de 400 bleven staan waar de sedan op het E-platform stond. Het was ook in 1984 dat de 2,2 liter turbo op de optielijst kwam en voor flink meer pk's zorgde.

## Face-lift

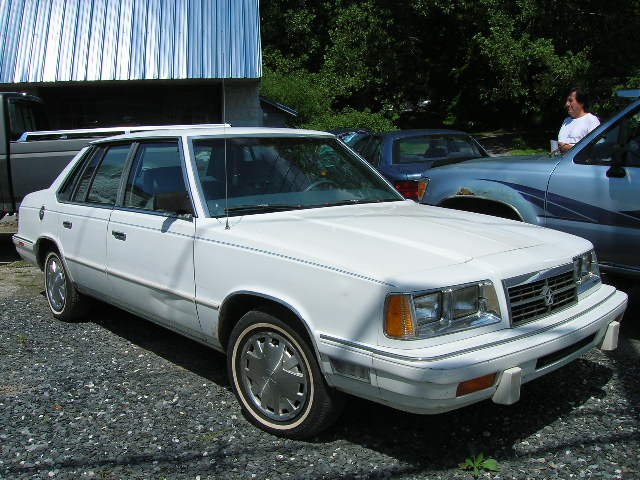
600 Sedan uit 1988.

In 1985 kreeg de Dodge 600 een grondige face-lift. Zo werd de wielbasis van de sedan verlengd, liet men het ES-niveau vallen en kwam het nieuwe SE-niveau in de plaats. Dat had te maken met de nieuwe Dodge Lancer die anders te veel interne concurrentie zou geven. Om die reden werd ook de manuele vijfbak geschrapt. De coupé en cabriolet bleven op enkele cosmetische ingrepen na ongewijzigd. Noemenswaardig was wel de introductie van brandstofinjectie. Ook werd de 2,6 liter I4 van Mitsubishi vervangen door een 2,5-literversie van Chryslers 2,2 liter I4. 

## Productie

### Per jaar
- 1983: 33.488
- 1984: 61.637
- 1985: 58.847
- 1986: 59.677
- 1987: 40.391
- 1988: 55.550
- Totaal: 309.590

### Per variant
- Sedan: ~230.000
- Coupé: ~37.700
- Cabrio: ~41.200